# Nadar
Gaspard Félix Tournachon, bolj znan pod psevdonimom Nadar, francoski fotograf, karikaturist, novinar in pisatelj, * 6. april 1820, Pariz, Francija, † 21. marec 1910, Pariz.
Nadar je bil Disdérijev sodobnik. Imel je atelje v Parizu, v katerem so razstavljali tudi impresionisti. Po njem se imenuje francoska nagrada za novinarsko fotografijo, Prix Nadar.

## Življenje
Nadar se je rodil v Parizu. Študiral je medicino, vendar jo je opustil. V letih 1838-48 je živel precej boemsko življenje. Prijateljeval je z Murgerjem in Baudelairom. V tem času je ustvaril svoje prve karikature.
Leta 1854 se je seznanil s fotografijo in odprl atelje. Leta 1858 je ustvaril prvo fotografijo, pri kateri je uporabil umetno - električno svetlobo. Leta 1860 je odprl atelje na Boulevard des Capucines. Leta 1861 je fotografiral pariške katakombe. Leta 1886 je objavil prvi fotointervju s stoletnim kemikom Chevreulom. Nato je imel v letih 1897-99 nov studio v Marseilleu. Umrl je v Parizu star 90 let.

## Dela

### Fotografova žena, 1853, Pariz
Nadar se je izkazal kot zelo dober fotograf predvsem pri ženskih portretih, njegovi moški portreti so manj poglobljeni. Ekspozicijski čas posnetka je bil okrog 15 do 20 sekund (torej zelo kratek), vendar je vsakemu portretirancu Nadar dovolil, da se je prej umiril. Rezultat je, da dobimo v ogled neko verno podobo ljudi v smislu psihološkega portreta. Obraz in roke portretiranke sta spet klasična elementa portreta - iz klasičnega, enobarvnega ozadja se na pred nami dviga pogled ženske, ki ne gleda direktno v objektiv; torej v gledalca.

### Portret Sarah Bernhardt, 1865, Pariz
Okolje fotografije je nevtralno in deluje kot antični citat - tu pri portretiranki ne gre za modno obleko in frizuro, kajti opazimo, da ima razmršene kodraste lase, bolj kratko pristrižene, kot je navada za tisti čas in na prvi pogled bi portretiranko postavili v dvajseta leta dvajsetega stoletja. Tudi njena obleka, bolj verjetno kar samo ogrinjalo, deluje kot toga in kaže na nekak »olimpijski svet«, ki se ne tiče vsakdana in navadnih smrtnikov - to je že svet umetnosti (portretiranka sloni na odbitem stebru). Njena obleka ima globok izrez - dekolte in njeno ogrinjalo daje vtis, da bo vsak čas spolzelo iz nje, kar izraža močno erotičnost. Obraz je izredno gladek, kar dokazuje retušo (naknadne popravke). Detajli še prispevajo k psihološkem profilu te ženske, česar pri Disdériju, Nadarovem sodobniku, ne srečamo, pri njem je poudarek na dokumentaciji in predstavitvi poklica portretiranca.
Sarah Bernhardt je bila nenavadna in slavna osebnost, igralka, ki je nosila hlače, kar je bilo za žensko že v tistem času zelo nenavadno. Človek je s tem prikazan kot večno bitje.

### Slavolok zmage in bulvarji, Pariz iz balona, 1868, Pariz
Za izdelavo teh posnetkov se je Nadar moral z balonom dvigniti nad Pariz. Uporabljal je sekvenčno - segmentno fotografijo osmih slik (patent Disdérija, njegovega sodobnika) v časovnem zaporedju. Vse je pripravil in razvil kar v balonu.
Ta fotografija pomeni začetek airfotografije - pogleda iz zraka, in pomembno vpliva na fotografe in umetnike v času prve svetovne vojne (npr. na našega fotografa Maleviča). Ta fotografija prinese zavest, da je pogled na upodobljeno drugačen, kot če ga gledamo naravnost horizontalno iz tal.

### Umetnost živeti 100 let: Trije intervjuji z gospodom Chevreulom na predvečer njegove 101. obletnice
Naslov označuje Nadarjevo fotoreportažo z več fotografijami (vseh skupaj jih je 21) v istem besedilu. Objavljena je bila kot fotointervju v reviji Journal Ilustré, 5. septembra 1886. Pomeni prvi poizkus sinteze teksta in fotografije - intervju.